# Аксак (герб)
Аксак (Кара, Оборона, пол. Akszak, Axak, Kara, Obrona) — шляхетський герб татарського походження.

## Історія
Герб походить з XIV століття. Спочатку належав лише одній родині – Аксакам, яка користувалась значним впливом на землях Київщини й мала татарське походження.

## Опис
У червоному полі два срібних трикутники в стовп, з'єднані кутами, між якими така ж стріла в пас, у клейноді три срібні страусові пера.

## Роди
Аксаки (Aksak), Акшаки (Akszak), Асановичі (Assanowicz).
Бялоцькі (Białocki).
Гружевичі (Grużewicz), Гурки (Hurko).
Довнаровичі (Downarowicz).
Ербейдери (Erbejder), Ербрейтери (Erbreiter).
Кардасевичі (Kardasewicz), Кардашевичі (Kardaszewicz), Касперовичі (Kasperowicz).
Окенчиці (Окєньчиці) (Okieńczyc), Окіньчиці (Okińczyc).
Селіміновичі (Seliminowicz), Селімовичі (Selimowicz).
Тальковські (Talkowski).
Шагуневичі (Szaguniewicz), Шахуневичі (Szahuniewicz).
Янчури (Janczura).

## Галерея

Аксак ІІ
Аксак III